# Icon Tower 1
L'Icon Tower 1 est un gratte-ciel en construction à Jakarta en Indonésie. Il s'élèvera à 350 mètres. 